# 康巴栒子
康巴栒子（学名：Cotoneaster sherriffii）是蔷薇科栒子属的植物。分布于中国大陆的西藏、四川等地，生长于海拔4,100米的地区，常生于河谷旁，目前已由人工引种栽培。